# Parafia Zwiastowania w Lyonie
Parafia Zwiastowania – jedna z dwóch etnicznie greckich parafii prawosławnych w Lyonie. 